# العلاقات الأردنية البوسنية
العلاقات الأردنية البوسنية هي العلاقات الثنائية التي تجمع بين الأردن والبوسنة والهرسك.

## مقارنة بين البلدين
هذه مقارنة عامة ومرجعية للدولتين:
| وجه المقارنة                                              | الأردن                   | البوسنة والهرسك                                             |
| --------------------------------------------------------- | ------------------------ | ----------------------------------------------------------- |
| المساحة (كم2)                                             | 89.34 ألف                | 51.20 ألف                                                   |
| عدد السكان (نسمة)                                         | 9.81 مليون               | 3.51 مليون                                                  |
| الكثافة السكانية (ن./كم²)                                 | 109.81                   | 68.55                                                       |
| العاصمة                                                   | عمان                     | سراييفو                                                     |
| اللغة الرسمية                                             | اللغة العربية            | اللغة البوسنوية، اللغة الكرواتية، اللغة الصربية             |
| العملة                                                    | دينار أردني              | مارك بوسني                                                  |
| الناتج المحلي الإجمالي (بليون دولار)                      | 40.07 مليار              | 18.17 مليار                                                 |
| الناتج المحلي الإجمالي (تعادل القوة الشرائية) بليون دولار | 82.80 مليار              | 41.35 مليار                                                 |
| الناتج المحلي الإجمالي الاسمي للفرد دولار أمريكي          | 4.94 ألف                 | 4.25 ألف                                                    |
| الناتج المحلي الإجمالي للفرد دولار أمريكي                 | 12.05 ألف                | 10.43 ألف                                                   |
| مؤشر التنمية البشرية                                      | 0.748                    | 0.733                                                       |
| رمز المكالمات الدولي                                      | +962                     | +387                                                        |
| رمز الإنترنت                                              | .jo                      | .ba                                                         |
| المنطقة الزمنية                                           | ت ع م+02:00، ت ع م+03:00 | توقيت وسط أوروبا، ت ع م+01:00، ت ع م+02:00، أوروبا/سراييفو ‏ |

## مدن متوأمة
في ما يلي قائمة باتفاقيات التوأمة بين مدن أردنية وبوسنية:
- ترتبط عمان مع سراييفو باتفاقية توأمة منذ 2004.[14][14][14][15]

## منظمات دولية مشتركة
يشترك البلدان في عضوية مجموعة من المنظمات الدولية، منها:
| علم المنظمة | اسم المنظمة                               | تاريخ انضمام الأردن | تاريخ انضمام البوسنة والهرسك |
| ----------- | ----------------------------------------- | ------------------- | ---------------------------- |
|             | مؤسسة التنمية الدولية                     | 4 أكتوبر 1960       | 25 فبراير 1993               |
|             | يونسكو                                    | 14 يونيو 1950       | 2 يونيو 1993                 |
|             | وكالة ضمان الاستثمار متعدد الأطراف        | 12 أبريل 1988       | 19 مارس 1993                 |
|             | الأمم المتحدة                             | 14 ديسمبر 1955      | 22 مايو 1992                 |
|             | الاتحاد البريدي العالمي                   | ?                   | ?                            |
|             | البنك الدولي للإنشاء والتعمير             | 29 أغسطس 1952       | 25 فبراير 1993               |
|             | الاتحاد الدولي للاتصالات                  | 20 مايو 1947        | 20 أكتوبر 1992               |
|             | منظمة حظر الأسلحة الكيميائية              | ?                   | ?                            |
|             | مؤسسة التمويل الدولية                     | 20 يوليو 1956       | 25 فبراير 1993               |
|             | المركز الدولي لتسوية المنازعات الاستشارية | 29 نوفمبر 1972      | 13 يونيو 1997                |
|             | منظمة الشرطة الجنائية الدولية             | ?                   | ?                            |

## وصلات خارجية
- موقع وزارة الخارجية الأردنية
- موقع وزارة الخارجية البوسنية